# Pößneck

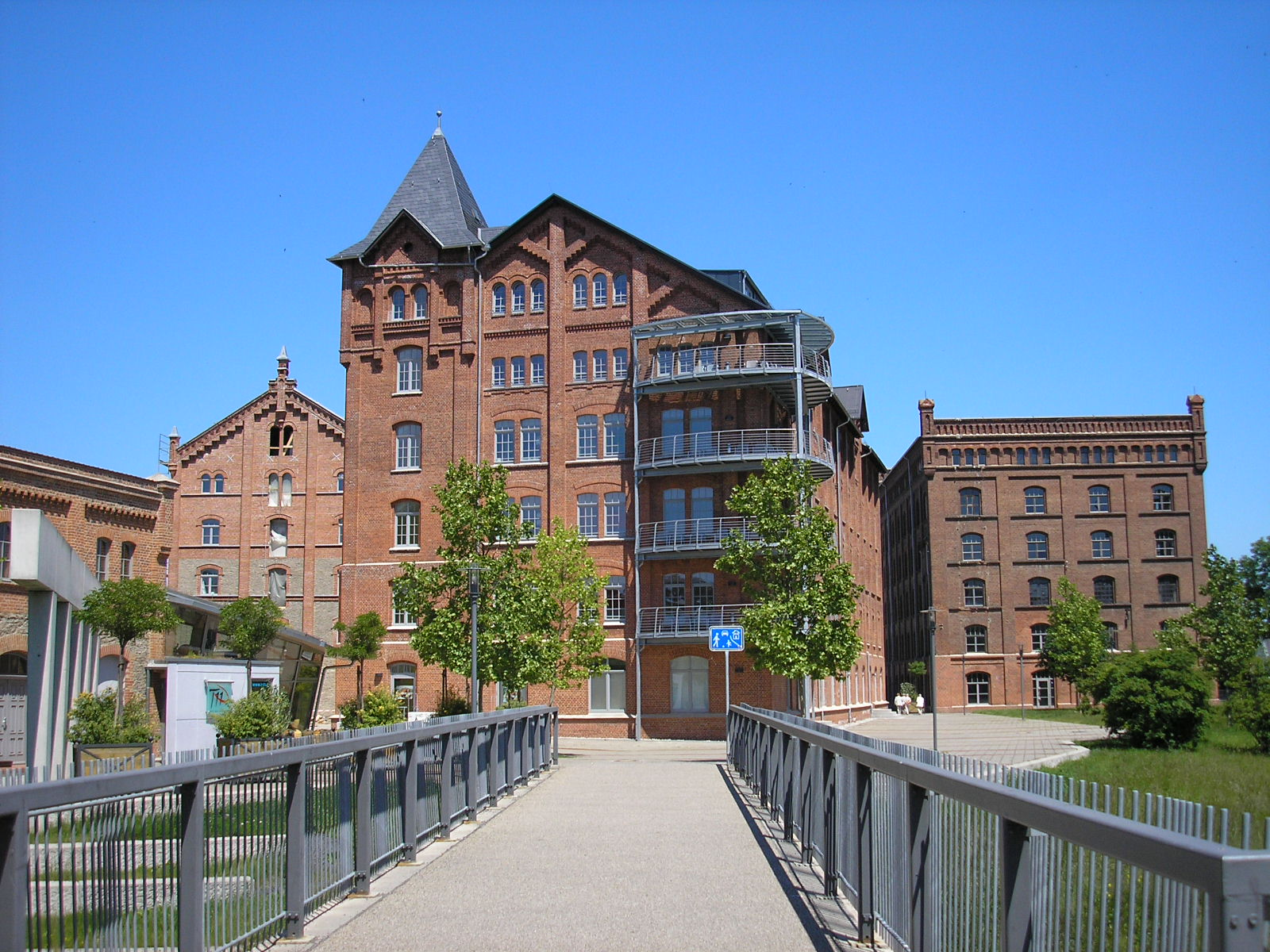
Dawne zabudowania fabryczne

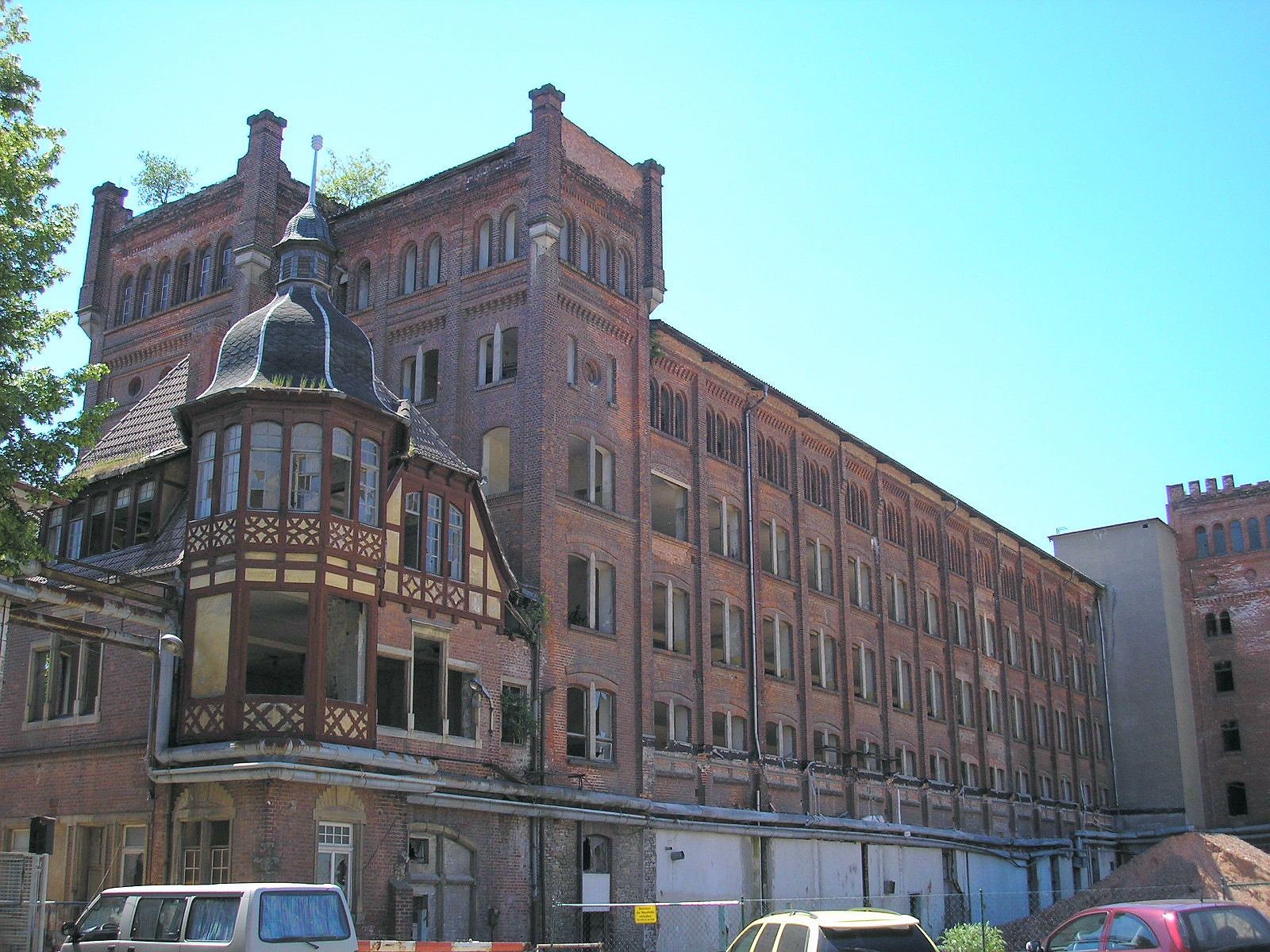
Fabryka rozebrana w 2006

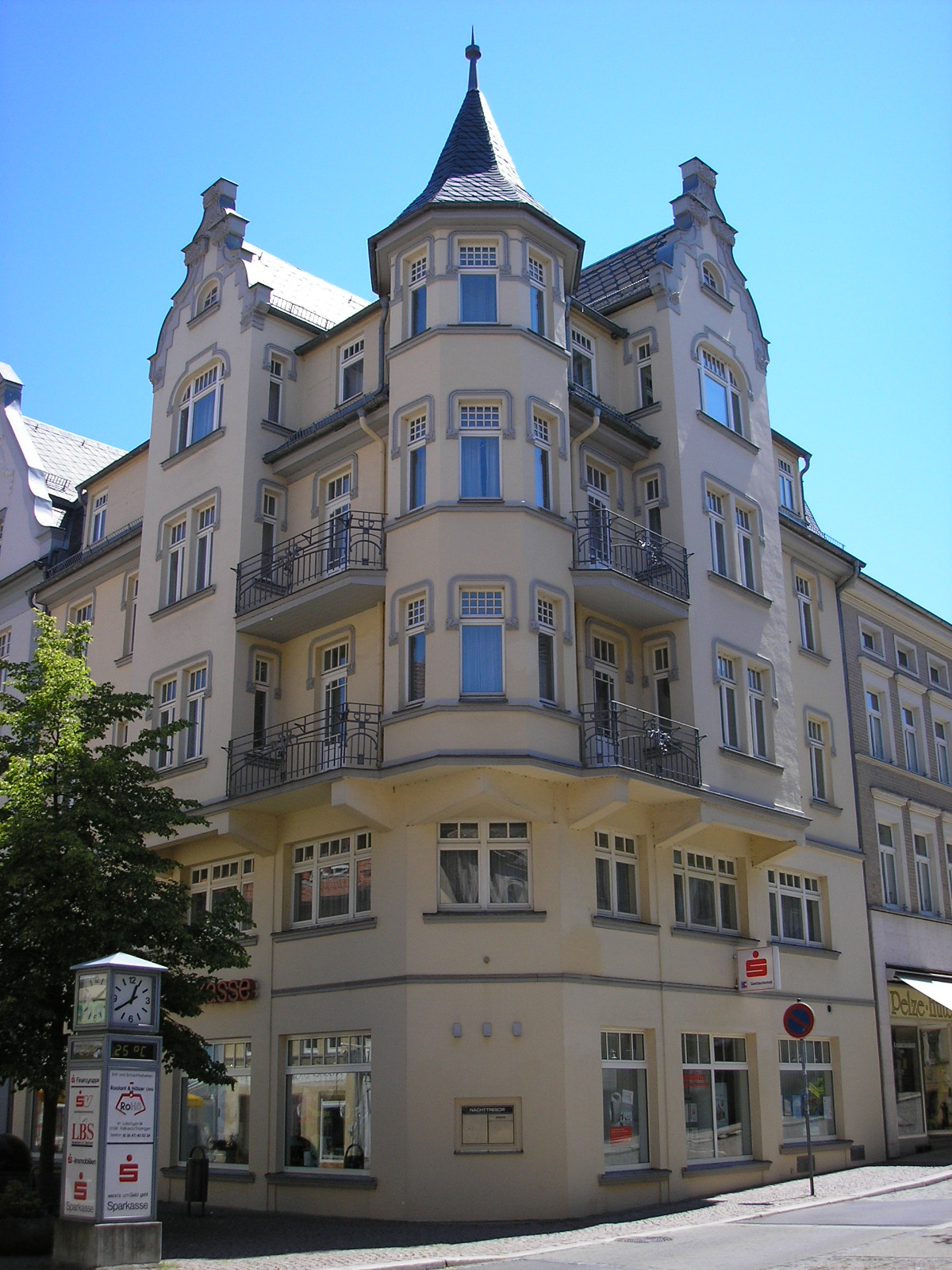
Kamienica sprzed 1914, centrum miasta

Pößneck – miasto w Niemczech położone we wschodniej części kraju związkowego Turyngia, w Saale-Orla-Kreis, największa miejscowość powiatu.

## Geografia
Pößneck położony jest w obniżeniu rzeki Orla, pomiędzy miastami Neustadt an der Orla na wschodzie i Saalfeld/Saale na zachodzie.

## Historia
Pößneck został po raz pierwszy wspomniany w dokumentach klasztoru z Saalfeld/Saale z 1252 r. Miejscowość została wtedy przekazana przez Fryderyka z rodu Wettynów, landgrafa Turyngii i margrabiego miśnieńskiego, hrabiom Schwarzburg jako lenno. W 1348 w mieście założony został zakon karmelitów, a w 1424 powróciło ono pod władzę Wettynów. Wraz z podziałem państwa Wettynów w 1485, Pößneck przekazany został ernestyńskiej linii tej dynastii. Wskutek kolejnych podziałów dynastii przynależność polityczna miasta zmieniała się: od 1572 należało do księstwa Saksonia-Coburg, od 1640 do Saksonia-Altenburg, od 1672 do Saksonia-Gotha, od 1682 do Saksonia-Saalfeld i ostatecznie od 1826 do Saksonia-Meiningen. W 1920 Pößneck wszedł w skład nowo utworzonego kraju związkowego Turyngia.
Od lat 60. XIX w. w Pößneck rozwijał się przemysł, a miasto szybko stało się głównym ośrodkiem przemysłowym księstwa Saksonia-Meiningen. Podczas II wojny światowej w pobliżu miasta znajdował się obóz dla zagranicznych robotników przymusowych.
W 1952 Pößneck zostało siedzibą nowo utworzonego powiatu Pößneck, pełniąc tę rolę do momentu wcielenia go do powiatu Saale-Orla w 1994 r.
16 września 1979 zamieszkałe w Pößneck rodziny Strelzyk i Wetzel (łącznie 4 osoby dorosłe i 4 dzieci) podjęły za pomocą uszytego przez siebie balonu udaną próbę przedostania się z NRD do Niemiec Zachodnich. Na podstawie tych wydarzeń wytwórnia Disneya nakręciła w 1981 film pt. Na drugą stronę.
W ostatnich latach miasto znane jest ze stosunkowo dużej aktywności organizacji skrajnej prawicy.

## Demografia
Liczba mieszkańców:
| od 1833 do 1984 - 1833 – 3424 - 1946 – 20 247 1) - 1950 – 20 196 2) - 1960 – 19 587 - 1981 – 18 442 - 1984 – 18 045 | od 1994 do 1999 - 1994 – 15 697 - 1995 – 15 381 - 1996 – 15 149 - 1997 – 14 854 - 1998 – 14 746 - 1999 – 14 565 | od 2000 do 2005 - 2000 – 14 341 - 2001 – 14 135 - 2002 – 13 954 - 2003 – 13 790 - 2004 – 13 673 - 2005 – 13 446 |

Źródło danych od 1994: Thüringer Landesamt für Statistik, 1) 29 października, 2) 31 sierpnia.

## Herb
Herb miasta przedstawia na błękitnym tle złotego lwa z czerwoną koroną, językiem i orężem (pazury). Jest to herb rodu von Schwarzburg, który objął miasto jako lenno w 1324 r.

## Gospodarka i infrastruktura
Pößneck jest znaczącym ośrodkiem produkcji książek. Tutejsze zakłady graficzne wytwarzały przed 1989 większość wydawanych w NRD książek, dziś ich rolę przejęła firma GGP Media (koncern Bertelsmanna). Zatrudnia ona 1100 osób i należy do dziesięciu największych przedsiębiorstw w Turyngii. Znaną marką jest także Berggold/Heinerle, producent słodyczy.

## Kultura i atrakcje turystyczne

### Zabytki

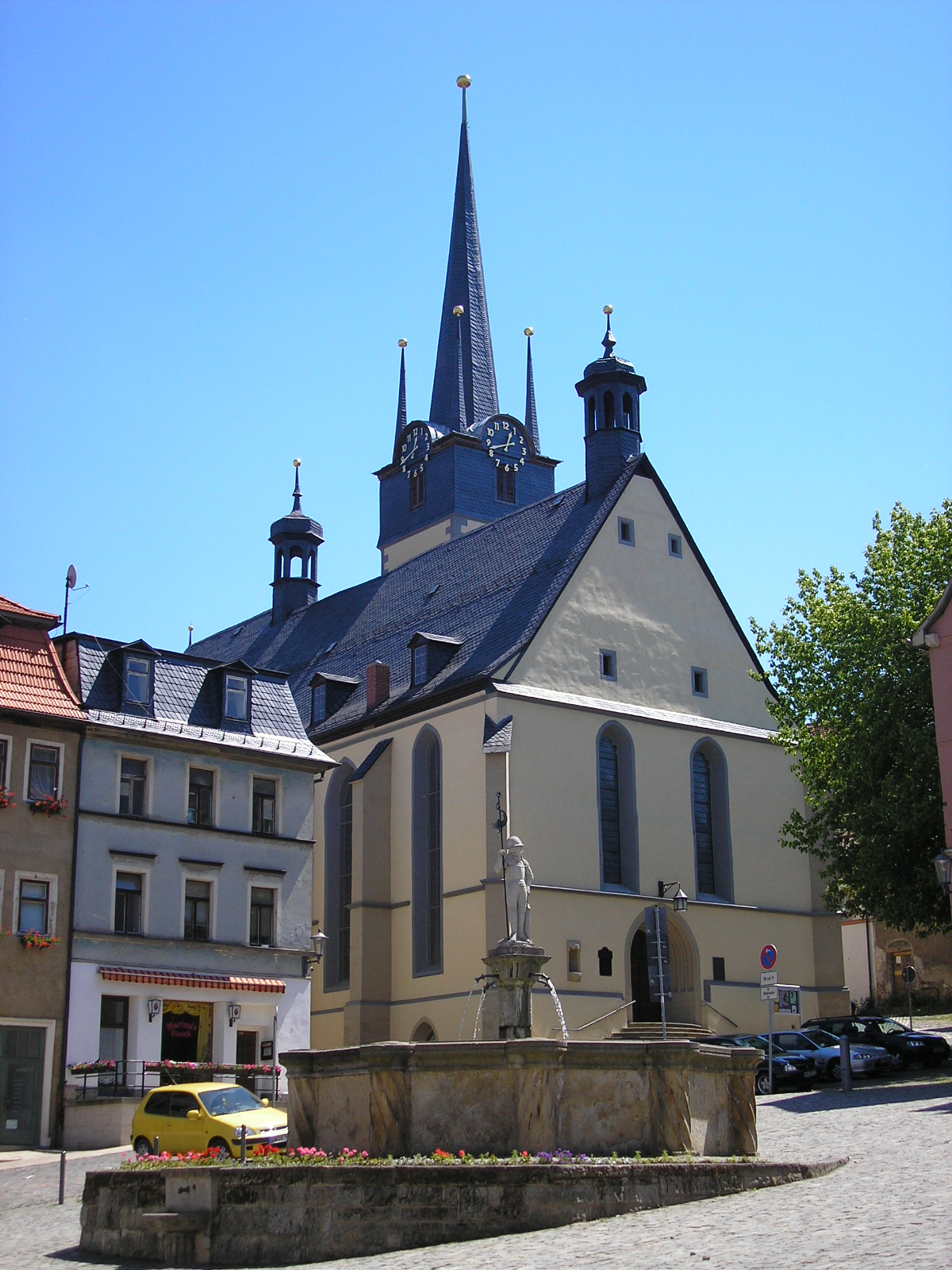
Rynek z fontanną i kościołem farnym

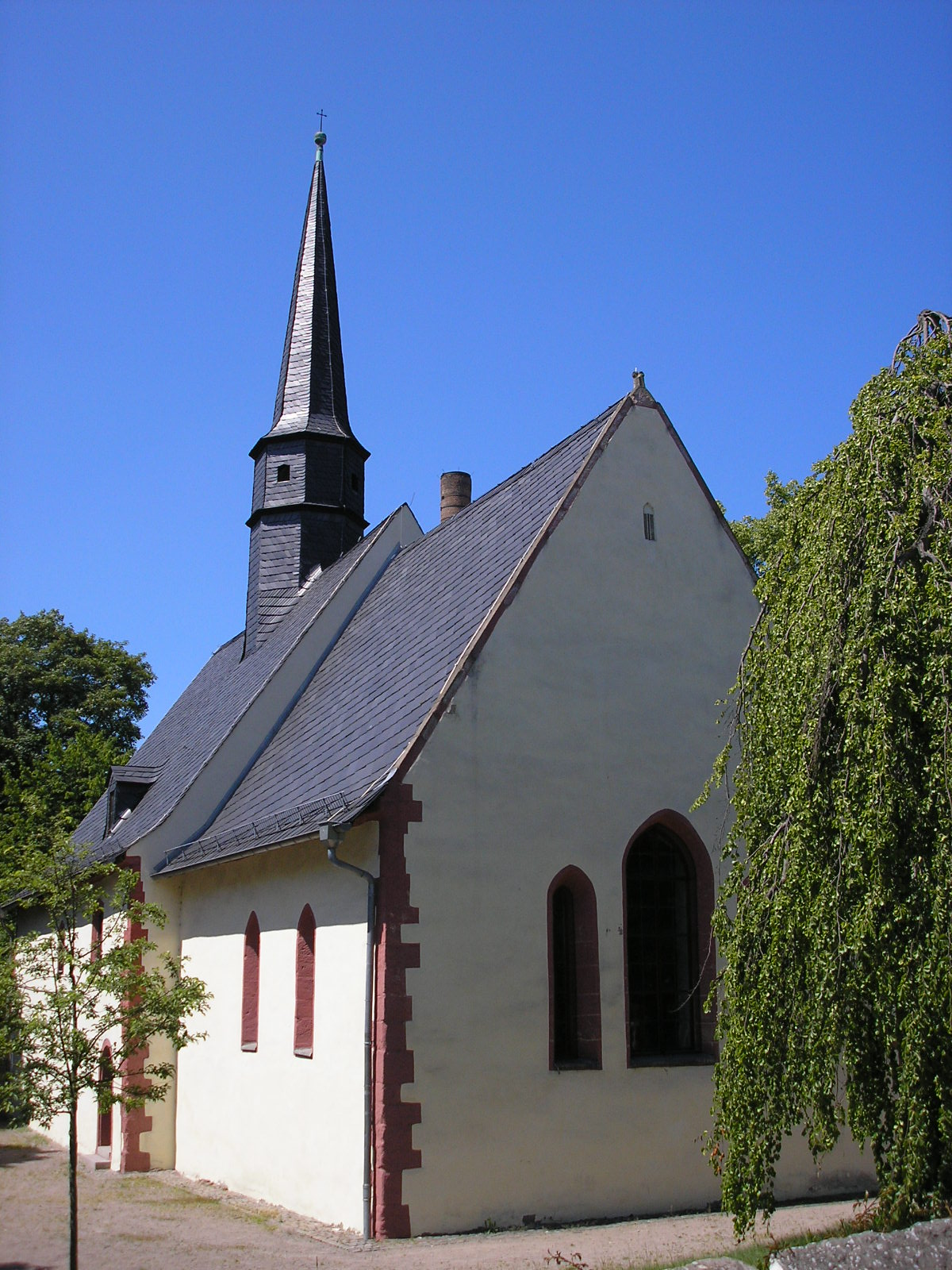
Kościół cmentarny

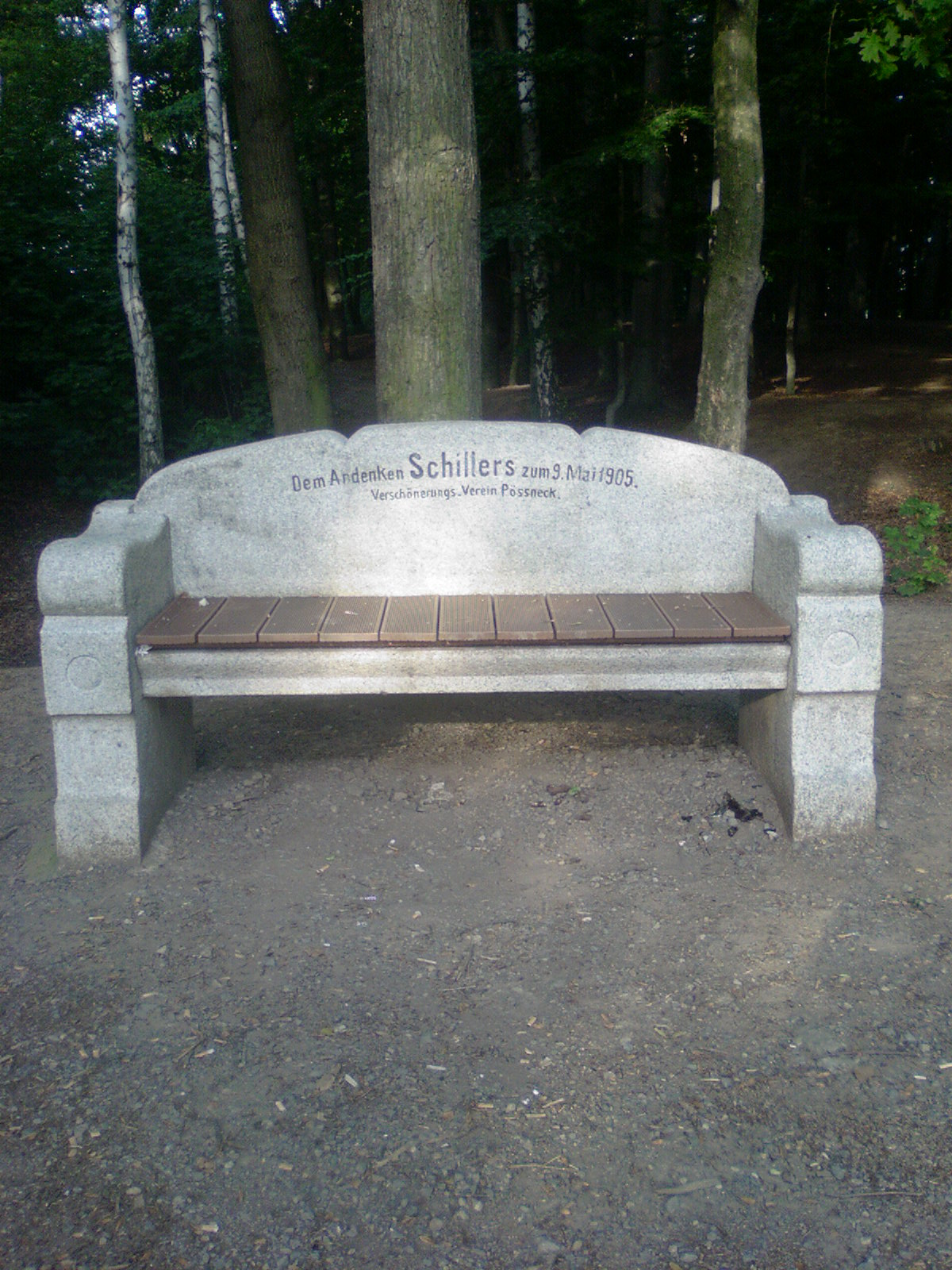
Ławka Schillera

Późnogotycki ratusz w Pößneck (1478-99) należy wraz ze swoimi zewnętrznymi, zadaszonymi schodami w stylu wczesnego renesansu (1531) do najpiękniejszych ratuszów Turyngii.
Pozostałe zabytki miasta:
- rynek z fontanną
- gotycki kościół farny
- zachowane fragmenty umocnień miejskich z wieżami
- kościół cmentarny
- cmentarz miejski
- odrestaurowane zabudowania fabryczne z XIX w.

## Sport
Najbardziej znaną drużyną piłkarską w mieście jest VfB Pößneck, grający w grupie północno-wschodniej Oberligi.

## Współpraca
Miejscowości partnerskie:
- Bytom Odrzański, Polska
- Château-Thierry, Francja
- Forchheim, Bawaria
- Mosbach, Badenia-Wirtembergia